# Guiguén
Guiguén (en búlgaro Гигѐн) es un pueblo del norte de Bulgaria, parte del municipio de Gulyantsi, en la provincia de Pleven. Tiene una población estimada, a fines de 2020, de 1582 habitantes.
Está situado junto al Danubio, y termina en el lugar donde el río Iskar desemboca en él, enfrente de la ciudad rumana de Corabia.
Gigen es muy famoso por estar construido en el sitio de la importante colonia romana de Oescus. Las extensas ruinas están situadas en la parte noroccidental de la ciudad.

## Demografía
En 2011 tenía 1984 habitantes, de los cuales el 77,57% eran étnicamente búlgaros y el 2,52% turcos.
La evolución de la población ha sido la siguiente:
| Gráfica de evolución demográfica de Guiguén entre 1934 y 2020 |
|                                                               |